# Crioll guaianès
El crioll guaianès és una llengua criolla amb lèxic francès parlat a la Guaiana Francesa i en menor escala al Suriname i a Guyana. La llengua se sembla al crioll antillà, però hi ha algunes diferències tant lèxiques com gramaticals. En general els habitants de les Antilles Franceses poden entendre aquest crioll, encara que les notables diferències entre el crioll de la Guaiana Francesa i els criolls francesos del Carib de vegades poden causar alguna confusió. Aquestes diferències es deuen les influències més grans del francès i també del portuguès del Brasil, a causa de la proximitat territorial i a la presència de portuguesos a la regió durant molts anys. La llengua té també paraules originàries de les llengües ameríndies de les proximitats, i també de llengües africanes
Hi ha comunitats francoguaianeses al Surinam i a Guyana que parlen el crioll guaianès. Aquesta llengua no s'ha de confondre amb el crioll guyanès, de base anglesa, parlat a la Guyana.

## Història
La població de la Guaiana Francesa era de 250.109 habitants (gener de 2013 est.) la majoria dels quals viuen al llarg de la costa, i és molt diversa ètnicament. En el cens de 2011, el 56,5% dels habitants de la Guaiana francesa van néixer a la Guaiana francesa, el 9,3% van néixer a França metropolitana, un 3,4% van néixer als  departaments francesos del Carib (Guadalupe i Martinica), i el 30,5% van néixer a l'estranger (principalment Surinam, Brasil, Haití, Saint Lucia i Dominica).
Les estimacions dels percentatges de composició ètnica de la Guaiana francesa varien, una situació agreujada per la gran proporció d'immigrants. Els mulats (persones d'ascendència mixta africana i francesa) són el grup ètnic més gran, tot i que les estimacions varien pel que fa al percentatge exacte. En general, la població criolla és aproximadament del 60 al 70% de la població total, si s'inclouen els haitians (que comprèn aproximadament un terç dels criolls) i del 30 al 50% sense ells. També hi ha grups més petits de diverses illes del Carib, principalment Martinica, Guadalupe, Saint Lucia i Dominica.

## Ortografia
El crioll guaianès usa l'alfabet llatí en la seva forma usada pel francès amb algunes excepcions. 'Q' i 'x' són substituïdes per 'k' i 'z' respectivament, encara que existeixen en l'alfabet per a paraules d'origen estranger. La lletra 'c' és solament usada per a formar el dígraf 'ch', que té el so /ʃ/ (Ex.: la paraula per a cavall és chouval, similar al terme del francès cheval.) En altres casos la 'c' és substituïda per 'k' que té el so /k/ o per 's', quan el so és /s/. La 'h' canvia davant de vocal i no és usada mai, de forma diversa del que en el francès, on la lletra roman per raons etimològiques.
L'alfabet no presenta l' œ del francès. A més de ch presenta els dígrafs dj, ng i tj. Usa extensivament les vocals accentuades é, è, ò sinó els diftongs oi i ou.
| Crioll guaianès | Crioll martiniquès | Crioll guadelupà | Crioll haitià | Crioll de Saint-Lucia | Crioll reunionès | Crioll mauricià | Francès |
| --- | --- | --- | --- | --- | --- | --- | --- |
| Tout moun fèt lib é égal annan dinyité ké annan drwè. Yé gen rézon ké konsyans, é divèt aji roun bay ròt kou frè ké sò.. | Tout moun ka nèt lib é égal an dinyité é an dwa. Yo ni rézon épi konsyans, é dwet aji yonn pou lòt adan an lespri di fraternite. | Tout moun ka nèt lib é égal an dinyité é an dwa. Yo tini rézon épi konsyans é yo pou aji yonn ba lòt adan on lèspri a fratènité. | Tout moun fèt lib e egal nan diyite ak dwa. Yo gen la rezon ak konsyans epi yo fèt pou aji youn pou lòt nan yon lespri fratenite. | Tout imen ka net lib égo an dignité épi yo dwa.yo ni rézon ek konsyans la épi dwet aji yonn pou lot adan yonn lespri di fraternité. | Tout bann zïmin i éné lib é égo dan la dinité ek dann droi. Zot nana la rézon ek la consians é zot i doi azhi inalot dan inn lespri fraternité | Toute bane zimin nèt lib é égo dan la dignité é dan bane droi la. Zot ena la rézon ek la conscians é fodé ki tout dimoun azi dan ene lespri fraternité | Tous les êtres humains naissent libres et égaux en dignité et en droits. Ils sont doués de raison et de conscience et doivent agir les uns envers les autres dans un esprit de fraternité. «Déclaration Universelle des droits de l'Homme (Article premier)» (en francès).. |

## Exemples
| Crioll guaianès (IPA)                        | Francès metropolità       | Anglès                   |
| -------------------------------------------- | ------------------------- | ------------------------ |
| Bonswè /bonswɛ/                              | Bonsoir                   | Good evening             |
| Souplé /suː plɛ/                             | S'il vous plaît           | Please                   |
| Mèsi /mɛsi/                                  | Merci                     | Thank you                |
| Mo /mɔ/                                      | Moi, me, je               | Me, I                    |
| To /tɔ/                                      | Toi, te, tu               | You                      |
| Li /li/                                      | Lui, le, la               | Him, her                 |
| Roun /ruːn/                                  | Un, une                   | One                      |
| Eskizé mo /esˈkizɛ mɔ/                       | Excusez-moi               | Excuse me, pardon me     |
| Lapli ka tonbé /laˈpliː ka tombɛ/            | Il pleut                  | It's raining             |
| Jod-la a roun bèl jou /ʒodˈla a ruːn bel ʒu/ | Aujourd'hui, il fait beau | Today is a beautiful day |
| A kouman to fika? /a kumã to fika/           | (Comment) ça va?          | How are you?             |
| Ann a mo manman /an a mɔ ˈmãmã/              | Anne est ma mère          | Anne is my mother        |
| Andy a to frè /andi a tɔ frɛ/                | Andy est ton frère        | Andy is your brother     |
| I ka alé laplaj /i ka:lɛ laˈplaʒ/            | Il va à la plage          | He's going to the beach  |
| Mo pa mélé /mɔ pa mɛlɛ/                      | Je m'en moque             | I don't care             |